# Suore francescane missionarie di Gesù Bambino
Le Suore Francescane Missionarie di Gesù Bambino (in latino Congregatio Sororum Franciscalium a Puero Iesu) sono un istituto religioso femminile di diritto pontificio: i membri di questa congregazione pospongono al loro nome la sigla F.M.G.B.

## Storia
Le origini della congregazione risalgono al 1873, quando Barbara Micarelli (1845-1909), insieme a sua sorella Carmela e Caterina Vicentini, diede vita all'Aquila a una piccola comunità d'ispirazione francescana per l'educazione delle fanciulle e l'assistenza alle orfane, agli anziani e agli ammalati. La fraternità, sotto la direzione spirituale del frate Minore Eusebio da Pratola, era stata approvata oralmente dal vescovo dell'Aquila.
Il 25 dicembre del 1879 la Micarelli (in religione suor Maria Giuseppa di Gesù Bambino) ricevette a Roma il saio francescano ed emise la sua professione dei voti nelle mani del ministro generale dei Minori Francescani, padre Bernardino da Portogruaro. Nacque così ufficialmente la congregazione delle Terziarie Francescane di Gesù Bambino (così dette perché fondate nel giorno di Natale): a Eusebio da Pratola vennero affidate la direzione spirituale delle suore e la stesura della loro costituzioni.
Le costituzioni vennero approvate dall'arcivescovo dell'Aquila Augusto Antonino Vicentini nel 1890. In seguito venne aperta una casa presso Santa Maria degli Angeli d'Assisi, in cui venne stabilita la sede del noviziato. L'istituto ricevette il pontificio decreto di lode il 10 febbraio 1910; l'Istituto venne approvato definitivamente dalla Santa Sede il 10 giugno 1922.

## Attività e diffusione
Le Francescane Missionarie di Gesù Bambino si dedicano prevalentemente all'istruzione e all'educazione cristiana della gioventù (presso scuole dell'infanzia, primarie e secondarie di primo grado) e gestiscono case d'accoglienza e pensionati universitari. Le suore lavorano anche nel settore sanitario come medici e infermiere.
Oltre che in Italia, svolgono il loro apostolato in Albania, Argentina, Bolivia, Brasile, Camerun, Colombia, Filippine, Francia, Libia, Paraguay, Perù e Stati Uniti d'America. La sede generalizia è in piazza Nicoloso da Recco a Roma.
Al 31 dicembre 2008 l'istituto contava 708 religiose in 99 case.